# Кара-Тоо
Кара-Тоо (кирг. Кара-Тоо) — высокогорное село Кочкорского района. Входит в состав Семиз-Бельского аильного округа в Нарынской области Кыргызской Республики.
Население в 2009 году составляло 2059 человек. Население занимается, в основном, животноводством.
Расположено в районе ожидаемых землетрясений II-категории опасности с балльностью 5-7
В 2019 году в Кара-Тоо состоялось открытие ледового катка.

## Персоналии
- Темирова, Асипа — Герой Социалистического Труда (1957)